# Dokeos
Dokeos é uma suíte de aprendizagem com quatro componentes: AUTOR para construir conteúdo de e-learning, LMS para controlar a interação com os aprendizes, LOJA para vender um catálogo de cursos, e AVALIAÇÃO para avaliação e certificação.

## Plano de fundo
O Dokeos tem a base na França, onde foi largamente usado e teve substancial alcance internacional. O programa Dokeos de código aberto é uma bifurcação do Claroline, o qual eclipsou em popularidade.
Em 2008, uma "análise independente não paga" concluiu que a comunidade de usuários do Dokeos estava ativa e apoiada e tinha ajudado a desenvolver o programa. A comunidade de usuários havia contribuído com várias extensões ou plugins, incluindo leitor de RSS, votação, reserva, revisão por pares e livros didáticos eletrônicos.

## Padrões
Dokeos é programado em PHP, Javascript e HTML.  É compatível com o SCORM.